# Belle and Sebastian
I Belle and Sebastian sono un gruppo pop-rock britannico formato a Glasgow nel 1996.

## Nome
Il nome della band è tratto dal libro per ragazzi Belle e Sebastien della scrittrice francese Cécile Aubry su un ragazzo (Sébastien) e il suo cane (Belle). Dal libro fu tratta un'omonima serie giapponese di cartoni animati nel 1981.

## Storia del gruppo

### Esordi
I Belle and Sebastian sono un gruppo indie pop del circuito indipendente scozzese. La band si è formata a Glasgow nel gennaio del 1996, per iniziativa di Stuart Murdoch che, durante l'università, si iscrisse ad un corso di musica professionale e, per realizzare il suo progetto finale, mise insieme una band per registrare un album. La band era composta da studenti del college, e l'idea iniziale era quella di rimanere un progetto e non una band vera e propria che avrebbe impegnato totalmente il loro tempo. Decisero quindi di realizzare due album e dopodiché sciogliersi. Ma le cose andarono in maniera molto differente.
Inizialmente Stuart Murdoch e il bassista Stuart David registrano dei demo. I due si mettono poi a reclutare musicisti a Glasgow e si aggiungono così al gruppo Isobel Campbell (violoncello), Stevie Jackson (chitarra), Chris Geddes (tastiere), Richard Colburn (batteria), Mick Cooke (tromba) e Sarah Martin (violino), con questi ultimi due che entrano subito in formazione ma non in maniera ufficiale.
Il loro primo album autoprodotto, Tigermilk, costruito principalmente attorno alla "mente creativa" Stuart Murdoch, fu pubblicato nel 1996 in sole mille copie in vinile attraverso l'etichetta indipendente Electric Honey Records. Nonostante la bassa tiratura di copie, Tigermilk scatenò un passaparola generale che gli fece conquistare un piccolo seguito da cult-band. Grazie a questo iniziale successo, il gruppo divenne qualcosa più che un semplice progetto universitario, diventò una band vera e propria. Infatti, passando alla leggermente più grande Jeepster Records, pubblicarono l'album If You're Feeling Sinister, sempre nel 1996. L'album fu pubblicato successivamente in America dalla sussidiaria della EMI, la The Enclave, mentre nel frattempo la stampa specializzata inglese (ne parlarono anche giornali come The Sunday Times e The Face) iniziò ad interessarsi alla band e ad accreditarle buone recensioni, ed il loro seguito era cresciuto, tanto che pianificarono un tour negli USA, che però fu annullato perché la The Enclave fece bancarotta e chiuse i battenti.
A cavallo dell'estate 1997 la band pubblica una serie di EP con brani inediti, che uno dopo l'altro scalarono le classifiche indie, e si guadagnarono critiche eccellenti.

### The Boy with the Arab Strap
Il loro terzo album, realizzato dalla americana Matador Records ed intitolato The Boy with the Arab Strap, viene pubblicato nel settembre 1998. Quell'"arab strap" del titolo è un articolo da sexy shop, ma è anche il nome di un duo pop noir scozzese con cui tre membri dei Belle and Sebastian avevano collaborato. Il disco entrò nella classifica dei 20 album più venduti nel Regno Unito. Il gruppo vinse il premio di "Best Newcomer" (migliore novità) nei British Awards del 1999. Nello stesso anno la band curò un festival musicale chiamato The Bowlie Weekender. Il brano Seymour Stein, dedicata appunto al produttore Seymour Stein, verrà inserita nel film Alta fedeltà di Stephen Frears (2000), in cui un personaggio, all'ascolto della canzone, dice: "Chi è l'autore di questo delirio?!".
Alla fine del 1998 esce un nuovo EP intitolato This is Just a Modern Rock Song, che raccoglie, a dispetto del titolo, quattro ballate.
Nel frattempo alcuni membri del gruppo si dedicano a progetti paralleli: Isobel Campbell collabora con i Gentle Waves, Mick Cooke collabora con gli Amphetameanies ed infine Stevie Jackson e Chris Geddes collaborano con i V-Twin.

### Anni 2000
Dopo circa un anno e mezzo, nel 2000 viene pubblicato l'EP Legal Man.
Realizzato con l'ausilio di Tony Doogan, un mese dopo è la volta dell'album Fold Your Hands Child, You Walk Like a Peasant, la cui copertina ritrae le gemelline Valtysdóttir dei múm con un libro tra le mani. Tuttavia, il bassista Stuart David, pur partecipando alle registrazioni del disco, decide subito dopo di lasciare il gruppo per concentrarsi sul suo progetto solista chiamato Looper e sulla sua passione letteraria, che sfocerà nei romanzi Nalda Said (pubblicato in Italia con il titolo Nalda diceva) e The Peacock Manifesto. David verrà sostituito da Bob Kildea (V-Twin). Il disco Fold Your Hands... raggiunge la top 10 delle classifiche, grazie anche al video di The Wrong Girl, in cui Stevie Jackson va alla ricerca di un giubbotto uguale a quello indossato da Bob Dylan sulla copertina di Blonde on Blonde.
Nel 2001 la band realizza due nuovi EP, Jonathan David e I'm Waking Up to Us, con il secondo che vede per la prima volta la produzione di un vero produttore, ossia Mike Hurst.
Il gruppo inoltre registra la colonna sonora per il film di Todd Solondz Storytelling. Tuttavia il regista decide di inserire solo sei minuti di musica dei Belle and Sebastian nel film, ma il gruppo pubblica comunque, nel giugno 2002, un CD con le composizioni scritte. Nello stesso periodo intraprendono una tournée negli Stati Uniti e in Canada, prima di tornare in Europa nel periodo dei festival estivi.
Nel mezzo di questi due tour, Isobel Campbell lascia la band e incomincia la carriera solista pubblicando l'album Amorino (2003).
Dopo questi piccoli passi falsi, nel luglio del 2002 il gruppo annuncia il passaggio alla Rough Trade Records di Geoff Travis. Nella seconda metà del 2003 pubblicano l'album Dear Catastrophe Waitress, prodotto da Trevor Horn. Si tratta di un disco dai contorni più mainstream. Il disco comunque sarà un successo negli Stati Uniti e in Inghilterra, grazie anche ai singoli Step Into My Office, Baby e I'm a Cuckoo.
Nel gennaio del 2005 i Belle and Sebastian sono stati eletti miglior band scozzese superando Simple Minds, Idlewild, Travis, Franz Ferdinand, The Proclaimers e altri.
Nel maggio dello stesso anno, a conclusione del periodo passato sotto contratto con la Jeepster, i Belle e Sebastian pubblicano la raccolta Push Barman to Open Old Wounds, un doppio CD in cui vengono inclusi i brani contenuti negli EP pubblicati in precedenza. Inoltre il brano The Eighth Station Of The Cross Kebab House viene inserito nella compilation Help: A Day In The Life, che raccoglie fondi per l'associazione War Child. 
Sempre nel 2005 il gruppo debutta nel mondo digitale pubblicando su iTunes il loro primo disco live, riproposizione di If You're Feeling Sinister intitolata If You're Feeling Sinister: Live At The Barbican (registrato a Londra) ed i cui proventi vengono donati all'associazione DEC's Asia Quake Appeal.
Al decimo anno di carriera, il gruppo decide di trasferirsi in California, a Los Angeles, dove inizia le registrazioni del successivo album in studio. Nel febbraio 2006 viene quindi pubblicato The Life Pursuit, che raggiunge subito la posizione numero 8 nella classifica in Gran Bretagna e la top 50 in Italia.Dall'album saranno estratti i singoli Funny Little Frog, The Blues Are Still Blue e The White Collar Boy. Quasi contemporaneamente, intanto, la ex Isobel Campbell pubblica Ballad Of The Broken Seas, in cui duetta anche Mark Lanegan.
Il gruppo partecipa nel 2006 alla compilation LateNightTales della Azuli Records, in cui diversi gruppi rifanno brani dei loro artisti preferiti.
Alla fine del 2008 la Jeepster pubblica The BBC Sessions, disco contenente le esibizioni della band durante le sessioni radiofoniche alla BBC nel periodo 1996-2001.
Nel 2009 Stuard Murdoch, affiancato dalla cantante irlandese Catherine Ireton e supportato dagli altri membri dei Belle e Sebastian e da un'orchestra di 45 elementi diretta da Rick Wentworth, pubblica un disco solista chiamato God Help the Girl.

### Anni 2010
A quattro anni di distanza da The Life Pursuit, nell'ottobre 2010 viene pubblicato l'ottavo album in studio. Si tratta di Write About Love che è stato realizzato, come il precedente, da Tony Hoffer a Los Angeles. Due sono i duetti importanti del disco: uno con l'attrice Emily Browning (in God Help the Girl) e l'altro con Norah Jones (in Little Lou, Ugly Jack, Prophet John). Il disco ha ottenuto buoni risultati, tanto da piazzarsi nella Top 10 della UK Chart e al #15 della US Billboard Chart.
Nel 2013 il gruppo pubblica The Third Eye Centre, una serie di B-side, versioni alternative e outtakes del periodo relativo alla Rough Trade. Nello stesso si aggiudica un Q Awards nella categoria "Q Spirit of Independence".
Il loro nono album Girls in Peacetime Want to Dance è stato pubblicato il 19 gennaio 2015.
La canzone di Belle e Sebastian "There's Too Much Love" forma gran parte della colonna sonora del film brasiliano The Way He Looks, uscito nel 2014.
I Belle e Sebastian si sono esibiti al famoso Glastonbury Festival domenica 28 giugno 2015, all'Other Stage e alla O2 Academy di Glasgow nel marzo 2017, concerto trasmesso in televisione nel Regno Unito nell'ambito del 'BBC 6 MUSIC Presents'.
A metà del 2017, la band ha pubblicato un nuovo singolo, "We Were Beautiful". Nel dicembre 2017 e nel gennaio e febbraio 2018, la band ha pubblicato un trio di EP sotto il nome di How to Solve Our Human Problems.
Il 3 novembre 2018, la band ha annunciato l'ingresso nella band di Dave McGowan.
Nell'agosto 2019, per celebrare il ventesimo anniversario del primo festival Bowlie Weekender, i Belle & Sebastian hanno tenuto un terzo festival, soprannominato Boaty Weekender.  A differenza dei due festival precedenti, la Boaty Weekender si è tenuto su una nave da crociera nel Mar Mediterraneo invece che sulla spiaggia di Camber.
Il 13 settembre 2019 viene pubblicato il decimo album in studio Days of the Bagnold Summer.
Alla fine del 2020 pubblicano il live registrato nel 2019 What To Look For In Summer.

## Formazione

### Formazione attuale
- Stuart Murdoch - voce, chitarra e tastiere
- Stevie Jackson - chitarra e voce
- Chris Geddes - tastiere e pianoforte
- Sarah Martin - violino, voce, chitarra e tastiera
- Mick Cooke -tromba, chitarra, basso e percussioni  (dal 1998)
- Bobby Kildea - chitarra e basso (dal 2001)
- Richard Colburn - batteria e percussioni
- Dave McGowan – basso, tastiere, chitarra (dal 2018)

### Ex componenti
- Isobel Campbell - violoncello e voce (1996-2002)
- Stuart David - basso (1996-2000)

## Discografia

### Album in studio
- 1996 - Tigermilk
- 1996 - If You're Feeling Sinister
- 1998 - The Boy with the Arab Strap
- 2000 - Fold Your Hands Child, You Walk Like a Peasant
- 2003 - Dear Catastrophe Waitress
- 2006 - The Life Pursuit
- 2010 - Write About Love
- 2015 - Girls in Peacetime Want to Dance
- 2019 - Days of the Bagnold Summer
- 2022 - A Bit Of Previous
- 2023 - Late Developers

### Raccolte
- 2005 - Push Barman to Open Old Wounds
- 2013 - The Third Eye Center
- 2018 - How to Solve Our Human Problems

### Live
- 2005 - If You're Feeling Sinister: Live at the Barbican
- 2008 - The BBC Sessions
- 2020 - What To Look For In Summer

### Colonne sonore
- 2002 - Storytelling

### EP
- 1997 - Dog on Wheels
- 1997 - Lazy Line Painter Jane
- 1997 - 3.. 6.. 9 Seconds of Light
- 1998 - This Is Just a Modern Rock Song
- 2004 - Books
- 2008 - Introducing... Belle & Sebastian

### Singoli
- 2000 - Legal Man
- 2001 - Jonathan David
- 2001 - I'm Waking Up to Us
- 2003 - Step into My Office Baby
- 2004 - I'm a Cuckoo
- 2006 - Funny Little Frog
- 2006 - Casaco Marrom
- 2006 - The Blues are Still Blue
- 2006 - White Collar Boy
- 2010 - Write About Love
- 2011 - I Want the World to Stop (solo digitale)
- 2011 - Come on Sister
- 2014 - The Party Line
- 2015 - Nobody's Empire
- 2015 - The Cat with the Cream
- 2017 - We Were Beautiful

### Altri lavori
- 2000 - Lazy Line Painter Jane (box-set dei primi tre EP)
- 2006 - LateNightTales (compilation di altri artisti)
- 2012 - Late Night Tales Vol. II (compilation di altri artisti)

### DVD
- 2003 - Fans Only